# 2MASS J154043.42−510135.7
2MASS J154043.42−510135.7  är en ensam stjärna belägen i den mellersta delen av stjärnbilden Vinkelhaken. Den har en skenbar magnitud av ca 15,26 och kräver ett kraftfullt teleskop för att kunna observeras. Baserat på parallax enligt Gaia Early Data Release 3 på ca 187,73 mas beräknas den befinna sig på ett avstånd av ca 17,4 ljusår (ca 5,3 parsec) från solen. Den rör sig bort från solen med en heliocentrisk radialhastighet av ca 50 km/s.

## Observation
Stjärnans upptäckt tillkännagavs 2014 av Kirkpatrick et al. och oberoende av Pérez Garrido et al.
Kirkpatrick et al. hittade några tusen nya objekt med hög egenrörelse under AllWISE-programmet för studier av bilder, tagna av Wide-field Infrared Survey Explorer (WISE). 2M1540 var ett av dessa högegenrörelseobjekt. De döpte den till WISEA J154045.67-510139.3 och tilldelade den spektraltyp M6.
Pérez Garrido et al. letade efter källor med hög egenrörelse i 2MASS – WISE korsmatchningen. De döpte den till 2MASS J154043.42-510135.7 (förkortat 2M1540) och klassade den som en M7.0 ± 0.5 dvärg.
Eftersom det trigonometriska avståndet för 2M1540 överensstämde med dess spektrofotometriska avstånd, beräknat för ett ensamt objekt, drogs slutsatsen att den inte är en binär stjärna med samma massa.

## Egenskaper
2MASS J154043.42−510135.7 är en röd dvärgstjärna i huvudserien av  spektralklass M7 V. Den har en massa av ca 0,09 solmassa och utsänder energi från dess fotosfär motsvarande ca 0,000603 gånger solen vid en effektiv temperatur av ca 2 600 K.